# Dietas amazónicas

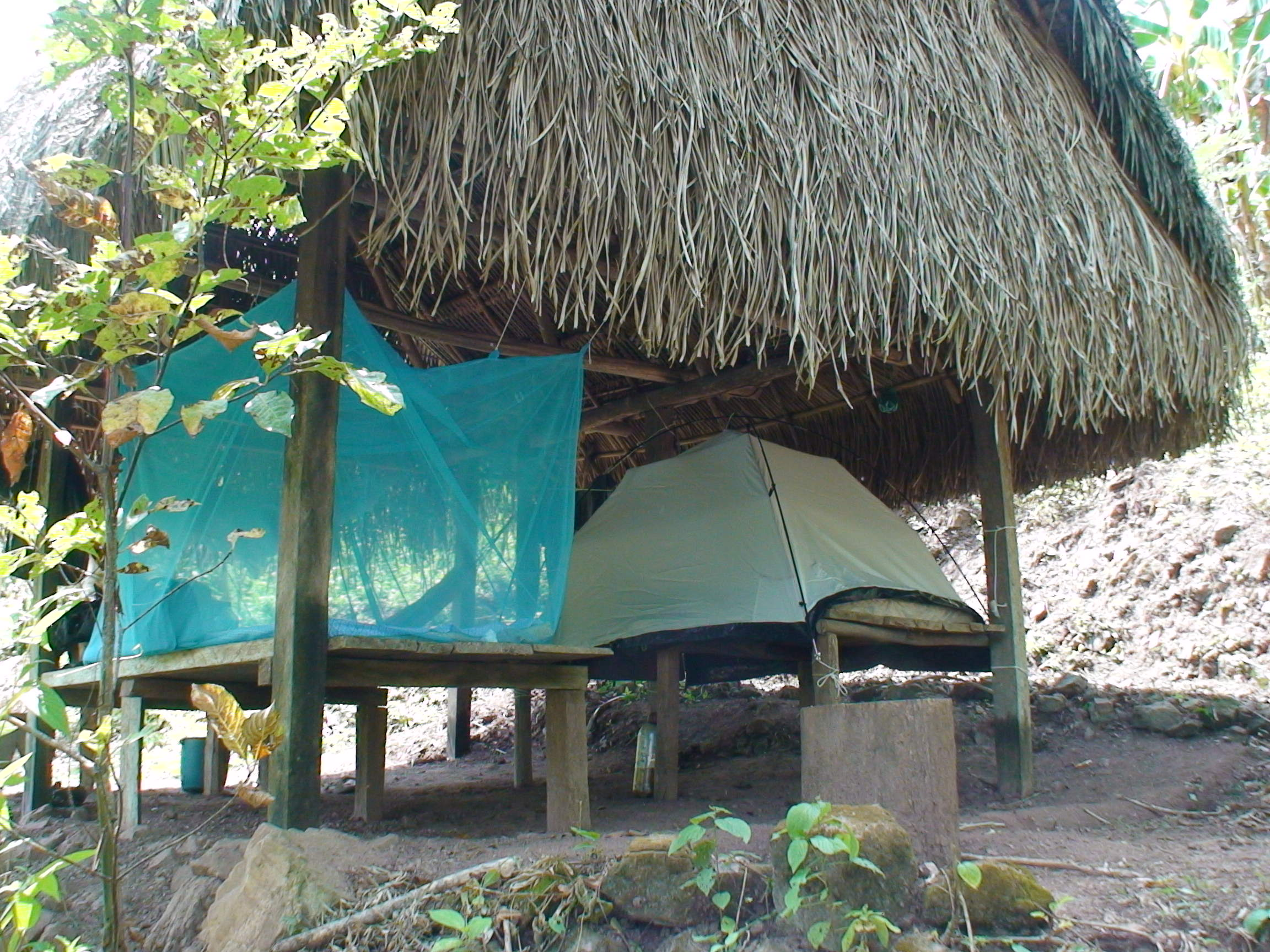
Tambo en Perú para dieta de plantas maestras.

Las dietas amazónicas también llamadas dietas de plantas maestras forman parte de la medicina tradicional amazónica, con más arraigo y tradición especialmente en la alta y baja Amazonía peruana, y consisten en la ingesta de plantas llamadas "maestras" por los nativos de la zona en un contexto ritualizado según la tradición y los conocimientos de los curanderos y maestros vegetalistas de la selva. Si bien el rol principal es la propia ingesta de la planta bajo un estricto contexto ritualizado, el nombre de "dieta" proviene de las restricciones alimenticias que acompañan a esta práctica de la medicina tradicional amazónica.El uso terapéutico proveniente de las dietas de plantas amazónicas es considerado como algunos autores como prácticas médicas que suponen un desafío conceptual dentro del marco racionalista científico occidental.

## Introducción a las dietas de plantas maestras
Las dietas que involucran plantas maestras amazónicas suelen extenderse por una semana, aunque en algunas tradiciones pueden durar meses o, en casos excepcionales, hasta dos o tres años. Estas dietas, conocidas como "dietas de plantas amazónicas", se llevan a cabo en la selva, donde la persona, llamada "dietador", se aísla bajo la supervisión de un curandero o maestro vegetalista.Durante este período, el dietador ingiere preparados herbáceos medicinales, que pueden consistir en una o más plantas, según el perfil del dietador y la duración de la dieta.
Este retiro se lleva a cabo en el espacio conocido como "chacra" del curandero o maestro vegetalista, que suele constar de una maloca y uno o varios "tambos" (construcciones simples sostenidas por pilares de madera y techos de hoja de palma). En este entorno, el dietador dispone normalmente solamente de una hamaca, un catre con colchón y una mosquitera para su aislamiento.

## Dietas cerradas
Las dietas de plantas maestras amazónicas también se denominan "dietas cerradas" cuando se imponen restricciones más estrictas, en contraste con las "dietas en contención" o "dietas abiertas", que tienen restricciones menos rigurosas.

#### Restricciones en las dietas de plantas maestras amazónicas
Dentro del marco cultural y espiritual de los maestros vegetalistas y curanderos de la Amazonía, estas dietas deben cumplir con restricciones muy estrictas, que incluyen:
1. Abstinencia sexual total: Durante la dieta, se prohíben las relaciones sexuales, y el dietador se aísla de terceras personas. Solo el curandero visita al dietador para proporcionar alimentación y seguimiento.[7]
2. Restricciones alimenticias: La dieta se basa en arroz con plátano sancochado o hervido sin sal. La ausencia de sal es crucial, ya que potencia los efectos de las plantas. Se prohíbe el consumo de carne, pescado, pollo, condimentos picantes, aceites y alimentos dulces.[7] En algunos casos, en la zona de Iquitos, se permite "dietar" con banano y papaya debido a su dulzura natural, aunque no es lo más común.
3. Restricciones olfativas: No se permite el uso de perfumes, colonias, jabones ni pasta de dientes que puedan interferir con los sentidos olfativos del dietador.[7][9]ya que esto podría desencadenar lo que se conoce como "cruzadera",[6][10]un conflicto energético no deseado durante las dietas de plantas[6][10]
4. Restricciones auditivas y visuales: Usualmente, se prohíbe el uso de dispositivos de reproducción de música, aunque algunos curanderos permiten la lectura de libros específicos para aliviar la soledad del retiro.
5. Otras restricciones: El consumo de cigarrillos, drogas o medicamentos no es compatible con el proceso de las dietas de plantas amazónicas.[7]

## La purga: preparación para la dieta

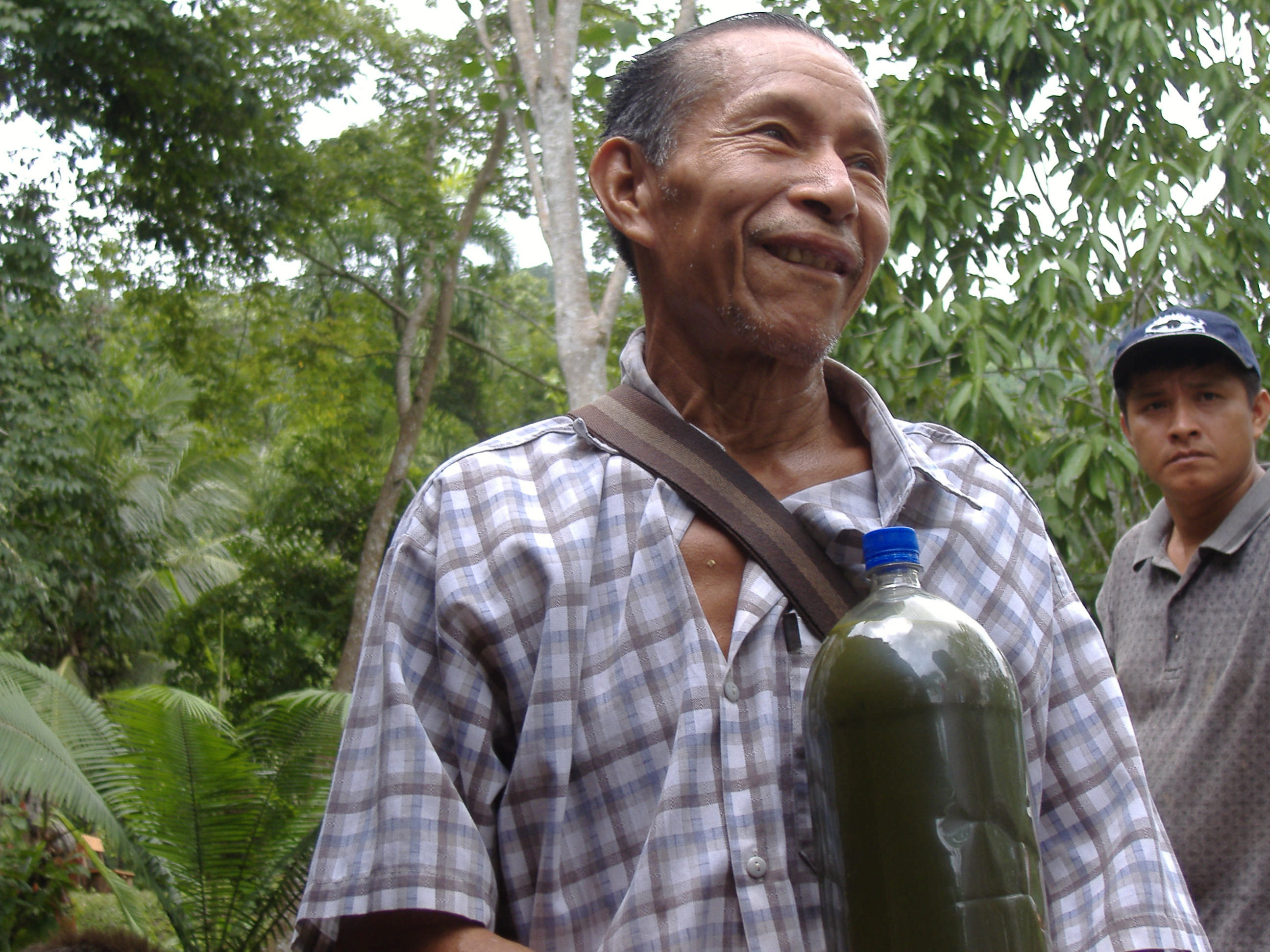
Maestro vegetalista sananguero don Guillermo Ojanama con botella de Yawar Panga para purga antes de dietas de plantas maestras

La purga, también llamada limpieza o "limpia", se realiza antes de comenzar el proceso de toma de plantas en el contexto de las dietas de plantas maestras. Su objetivo es desintoxicar el cuerpo del dietador, tanto a nivel físico como emocional, energético y espiritual, según las tradiciones ancestrales. La purga implica la ingestión de un preparado líquido de una planta con propiedades eméticas, seguida de una ingesta abundante de agua para inducir el vómito controlado. Este proceso se lleva a cabo con un ritual que es mediado por cantos sagrados o ikaros que guían la sesión de purga y ayudan a los participantes a vomitar y liberar toxinas. La purga de tabaco es una de las más comunes, aunque la elección de la planta vomitiva para la purga varía según el curandero y la zona. Los efectos benéficos de la purgas amazónicos como la purga de tabacohan mostrado beneficios terapéuticos en desórdenes como las toxicomanías.

### El rol del tabaco medicinal en la purga

###### El jugo de tabaco
El uso del tabaco en la medicina ancestral amazónica varía según las regiones y los maestros vegetalistas. En algunas ocasiones, los curanderos administran jugo de tabaco a mitad de la dieta para potenciar los efectos de las plantas ingeridas. A diferencia del cigarrillo del tabaco occidental industrial, el tabaco amazónico, conocido como "mapacho", consta únicamente de hojas de tabaco orgánico secado al aire sin aditivos tóxicos. El curandero nunca inhala el humo del mapacho en los pulmones, sino que lo mantiene en la boca o bien lo engulle en el estómago y luego lo expulsa para fines terapéuticos durante la "soplada" hacia el cuerpo del paciente.

###### La soplada
La soplada es un ritual en la medicina tradicional amazónica que implica el uso de un cigarrillo tradicional (mapacho) para limpiar el cuerpo energético del dietador o el paciente mediante el humo. Los maestros vegetalistas y curanderos cargan el cigarrillo de mapacho con cantos sagrados o icaros, que contienen intenciones curativas. La soplada es un proceso en el cual el cuerpo energético del maestro interactúa con el del dietador a través del humo del tabaco, siguiendo reglas y patrones de ejecución precisos.

## El cierre de la dieta de plantas

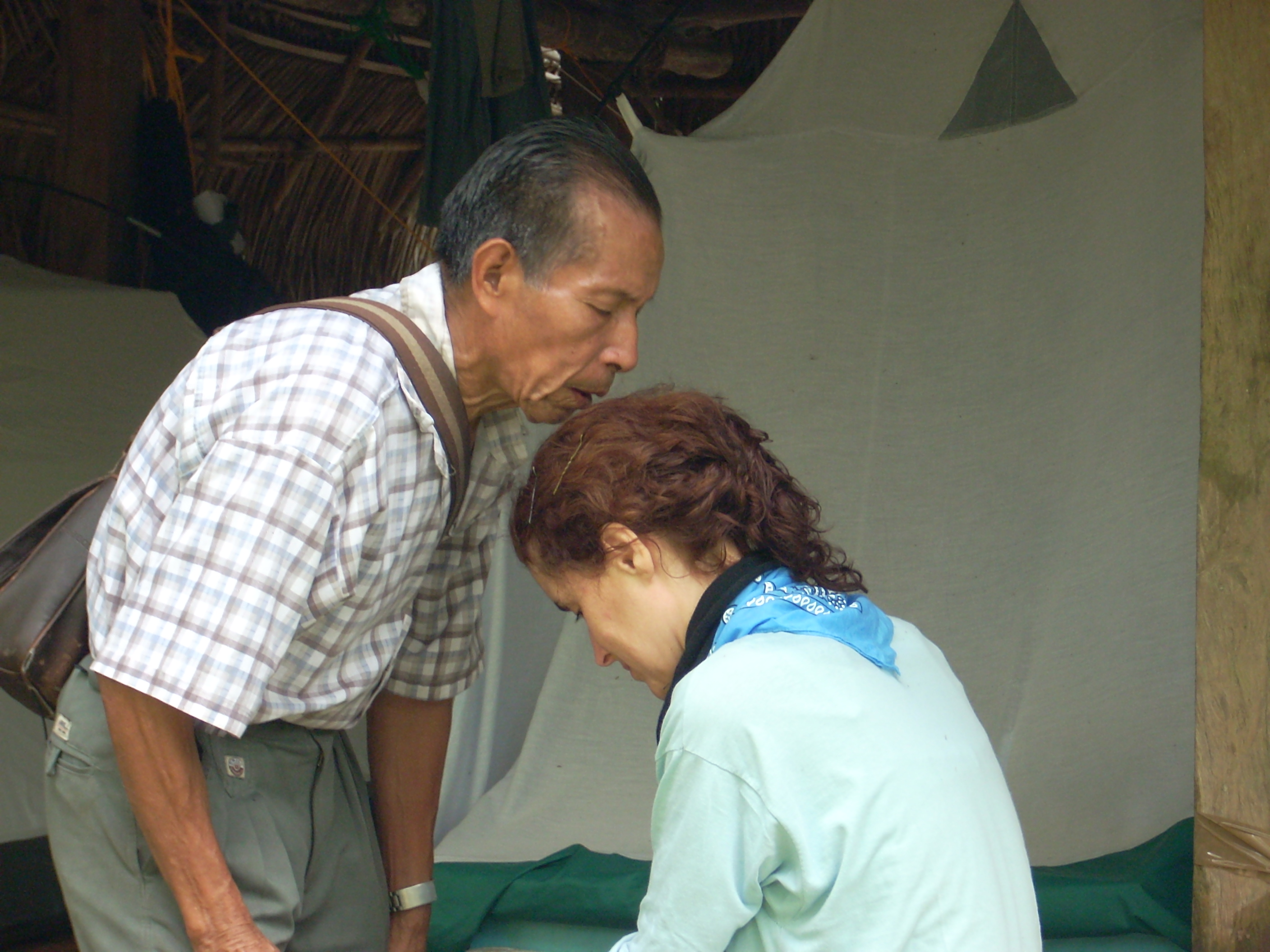
Curandero de Chazuta, Sanb Martín Perú, cerrando una dieta de plantas maestras con ikareada

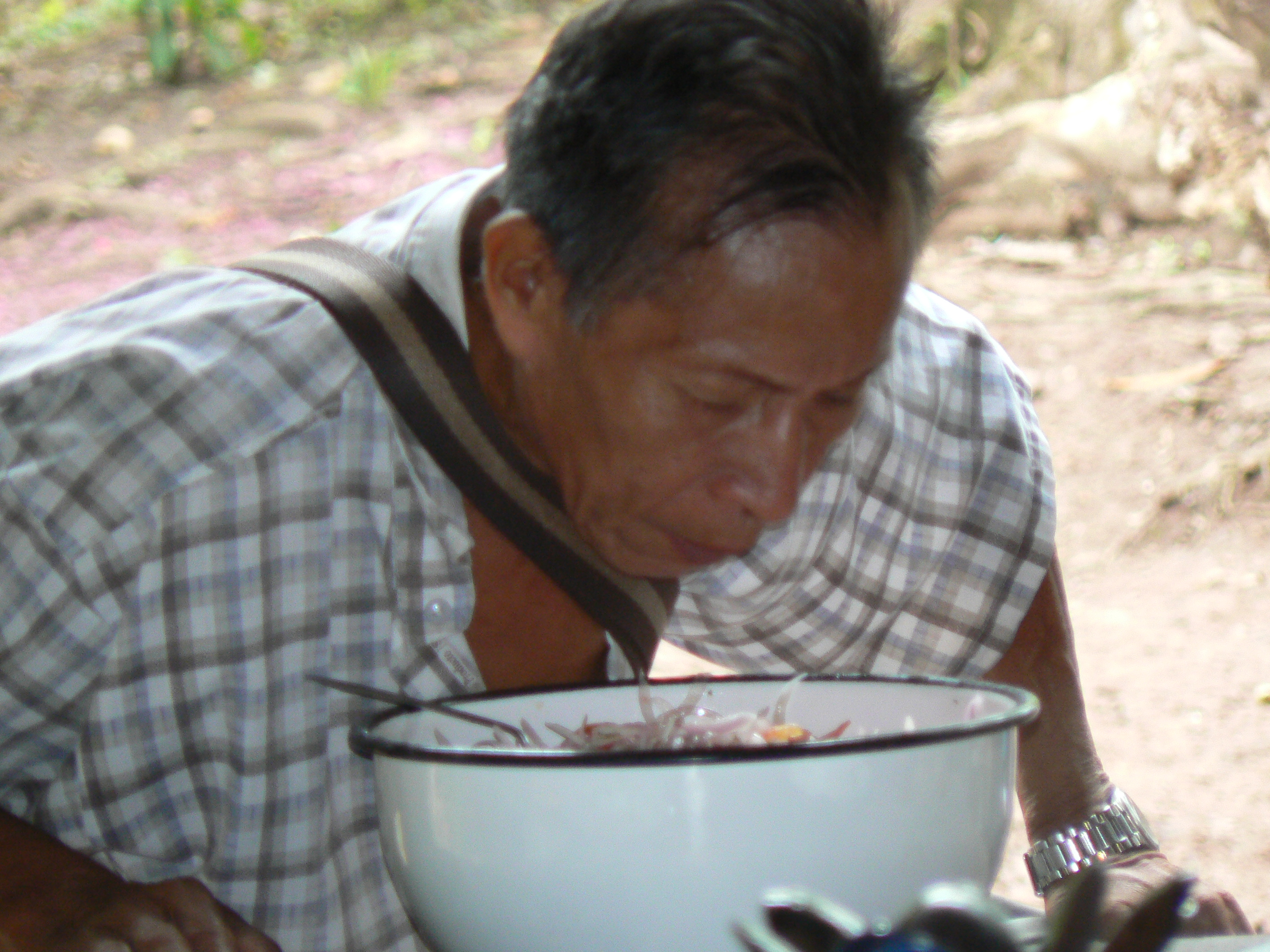
Cierre de dieta de plantas. Maestro vegetalista don Guillermo Ojanama, de Chazuta, San Martín, Perú, "ikareando" la comida para el corte de dietas de plantas maestras

Al concluir el período de ingesta de la o las plantas maestras que se han consumido durante la dieta, el maestro o curandero procede a "cerrar la dieta" mediante varios procedimientos. Uno de ellos es la soplada. En otros casos, especialmente entre los shipibo-conibo en la baja Amazonía, se lleva a cabo una sesión de cierre utilizando ayahuasca. En la alta Amazonía, el uso de ayahuasca para el cierre de la dieta es menos común, y se emplean otros métodos. Estos pueden incluir sopladas con "ikareada", en las cuales el maestro o curandero realiza un canto llamado ikaro para "asentar" y "cerrar la dieta", soplando humo de tabaco sobre el dietador. El cierre de la dieta a menudo se acompaña de la ingesta de una ensalada con jugo de limón y sal, además de un caldo de gallina con verduras y patatas, preparados específicamente para este propósito. Algunos curanderos de la zona de Iquitos utilizan semillas de ají picante para "cortar la dieta".

## La postdieta
La etapa de postdieta es fundamental en el contexto de las dietas de plantas maestras amazónicas. Por lo general, dura de quince a treinta días, aunque en algunos casos puede extenderse aún más, según la recomendación del maestro vegetalista. Durante la postdieta, se aplican varias restricciones comunes, que incluyen:
- Abstinencia sexual total
- Evitar perfumes, colonias y elementos aromáticos como jabones
- Evitar frutas y alimentos dulces
- Evitar carnes rojas, especialmente la carne de cerdo
- Evitar la exposición al sol o la lluvia en algunos casos
- Evitar la ingesta de alcohol y drogas

## Tipos de dietas

### Dietas de contención o abiertas
Las dietas de contención o dietas abiertas son similares a las dietas cerradas en cuanto a las restricciones, que incluyen la abstinencia sexual y la prohibición de alcohol, drogas y carnes rojas, especialmente el cerdo. Sin embargo, en estas dietas, el dietador no requiere un aislamiento estricto y puede consumir sal y llevar una vida más normal durante el período de la dieta.

### Dietas de baños
En algunos grupos étnicos, como los shipibo-conibo, las dietas pueden realizarse mediante baños de plantas sin necesidad de ingerir las plantas.Las restricciones en estos casos son las mismas que en las dietas cerradas con ingesta de plantas, pero el dietador se baña una o dos veces al día, esparciendo y frotando preparados vegetales por todo su cuerpo.

## Maestros vegetalistas y curanderos
Existen varias categorías de maestros vegetalistas o curanderos, también llamados los médicos de la selva, en la Amazonía, entre las cuales se destacan las siguientes:
- Camalongueros: Especialistas en la planta Camalonga.[16]
- Paleros: Se especializan en los "palos", que generalmente son árboles grandes, como el mururé, el ojé, el huyruro, el bolaquiro, la bachufa, el remocaspi, el ayahuma, la punga roja, el chuchuhuasi, la cumaceba, el wayra caspi, el ishpingo, el chullachaki caspi, el pischo huingo, entre muchos otros. Estos árboles se suelen utilizar para cocinar la corteza y preparar el remedio líquido final que el dietador consumirá durante su retiro de dieta de plantas.[17]
- Sanangueros: Se especializan en las diferentes variedades de los llamados "sanangos", como el motelo sanango, chiric sanango, ushpawasha sanango, lobo sanango y ucho sanango, entre otros.[17]
- Maestros vegetalistas: Dominan una variedad de plantas muy amplia, que incluye los "palos" (árboles grandes) y una variedad de plantas y arbustos más pequeños, como la mucura, el kashikushillo, el jergón sacha, la abuta, entre cientos de otras plantas medicinales.[17]
- Ayahuasqueros: Aunque se centran en el dominio del ayahuasca, también suelen ser maestros vegetalistas y conocen bien las dietas de plantas, pudiendo dar a dietar otros tipos de plantas además de la ayahuasca.[18]
- Tabaqueros: El uso medicinal del tabaco tiene una larga historia en la Amazonía y se considera la planta más importante no solo en la Amazonía, sino en casi toda América. En las dietas de plantas medicinales, se dieta el tabaco en forma de jugo, y los tabaqueros a menudo combinan esta planta con otras en diversas decocciones.[19][20][10]

## Contexto terapéutico y ritual de la dieta
Como se mencionó anteriormente, en algunas regiones es común "abrir la dieta de plantas" con una limpieza o "limpia". Esta consiste en la ingesta de una planta que induce el vómito de manera controlada para desintoxicar el cuerpo del dietador y prepararlo para la dieta de plantas que seguirá. En muchas tradiciones amazónicas, también se suele "abrir la dieta" después de la limpieza o purga y la desintoxicación del dietador. En algunos casos, se inicia la dieta con una sesión de ayahuasca antes de entrar en el proceso de dieta de las plantas. El contexto ritual tanto en las sesiones de ayahuasca como en las dietas de plantas maestras amazónicas tiene un propósito y un mecanismo operativo más allá de la visión racionalista antropológica occidental y, según varios investigadores, no se trata de un mero rito folklórico del cual se puede prescindir a la ligera.

## Plantas de dieta

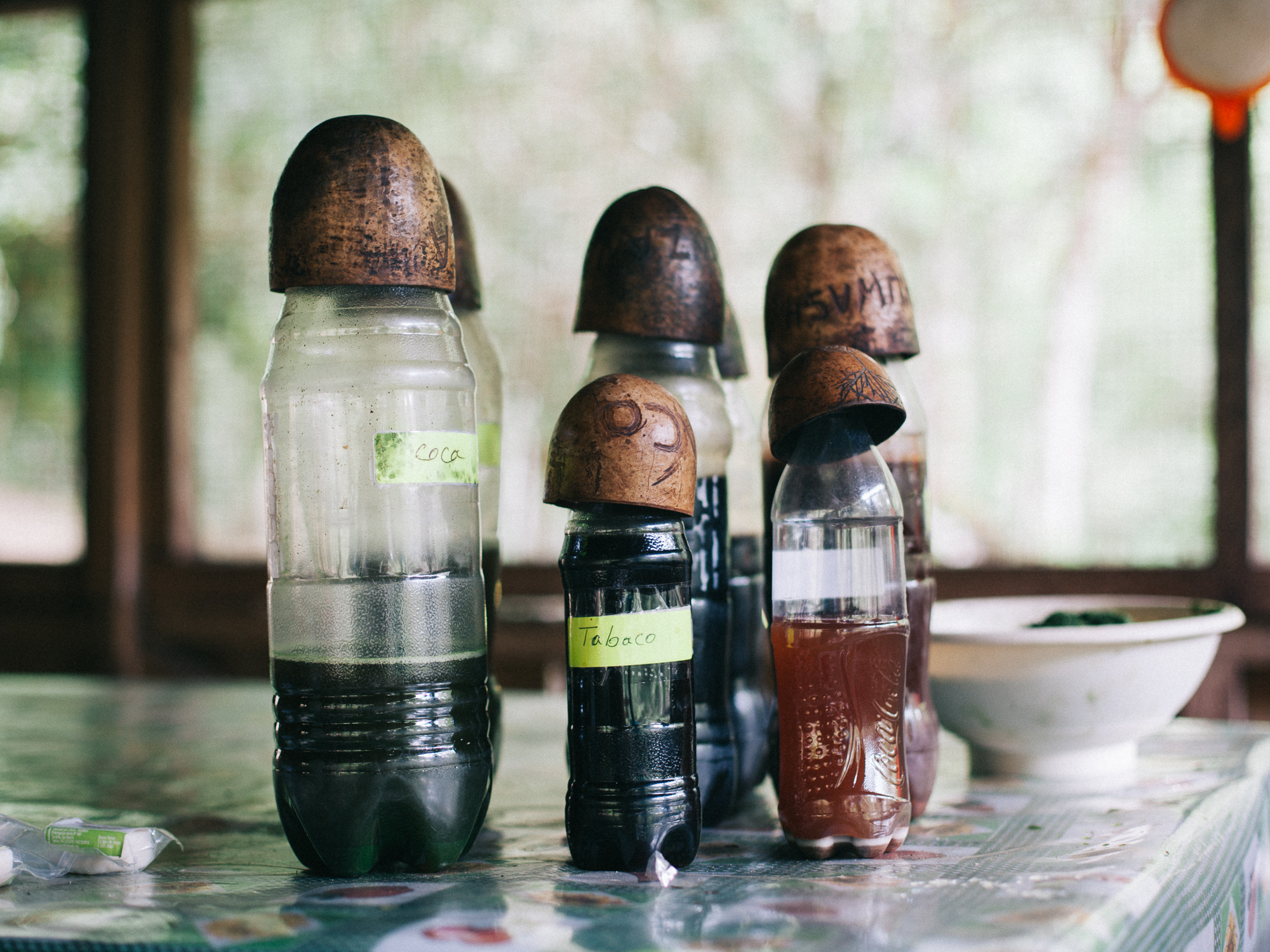
Extractos de plantas maestras utilizados en la dieta tradicional amazónica

En el contexto de la medicina ancestral amazónica, se utilizan comúnmente las denominadas "plantas maestras". Estas plantas se seleccionan cuidadosamente, teniendo en cuenta las necesidades específicas del paciente y las características de la propia planta. Durante el proceso de "dieta" con estas plantas, los individuos experimentan sueños y visiones que proporcionan orientación a nivel personal y, en ocasiones, a nivel más amplio. Algunas personas reciben consejos para mejorar su calidad de vida, mientras que otras obtienen pautas para tratar enfermedades, ya sea para su propia recuperación o para ayudar a otros.Es importante destacar que muchos curanderos comenzaron su práctica mientras se encontraban en medio de un proceso de dieta, durante el cual sanaron a sí mismos.
Estas enseñanzas proporcionadas por las plantas son neutrales y no están vinculadas a juicios éticos ni religiones específicas. Algunas plantas también pueden enseñar sobre la manipulación de energía, a veces relacionada con prácticas de "brujería". Sin embargo, el impacto final de estas enseñanzas depende en gran medida del interés y la dedicación del aprendiz, así como del cuidado brindado durante y después del proceso de dieta.
En cuanto a las características energéticas de las diversas plantas utilizadas, se observa cierta similitud entre las concepciones chamánicas de la Amazonia y las filosofías orientales. Estas plantas pueden ser consideradas como yin o yang, femeninas o masculinas, y pueden sensibilizar o fortalecer a quienes las consumen. Por lo tanto, la elección de la planta adecuada se basa en la evaluación de la estructura interna del paciente, con el objetivo de equilibrar cualquier exceso o deficiencia energética, evaluada previamente por el curandero o maestro vegetalista.
Cada individuo experimenta efectos diferentes durante el proceso de la dieta, lo que está relacionado con su propio bagaje personal, su compromiso y las expectativas que tienen al iniciar la dieta de plantas maestras. Sin embargo, existe un patrón común en los efectos de cada planta, especialmente a nivel mental y emocional, lo que permite a los terapeutas seleccionar la planta más adecuada para trabajar en un aspecto específico de la psicoterapia. Los curanderos, que son expertos en el uso de estas plantas, tienen un profundo conocimiento de los efectos físicos y psicológicos de cada planta. Según los curanderos las plantas les "enseñan" durante las dietas en una especie de comunicación entre especies.Aunque no se comprende completamente por qué los efectos de las dietas son tan consistentes entre individuos, su eficacia terapéutica ha sido comprobada.
La cantidad de plantas de dieta es muy numerosa. Los curanderos suelen dominar un número que puede variar desde las 15 o 20 plantas hasta las 300 en los casos de los maestros vegetalistas más expertos. En la Amazonía existen más de 250.000 especies de árboles, plantas y vegetales, pero las plantas de dieta se restringen probablemente a un millar. Entre muchas otras, las plantas de dietas más comunes son:
- Ushpawasha sanango (Tabernaemontana undulata): antiinflamatoria, ansiolítica, antibiótica, antiviral, antifúngica, antiamébica[3][27][28][29][30][31]
- Camalonga (Strychnus sp): estimulante nervioso, antiinflamatorio, antimicrobiano, protector cardiovascular, anticancerígeno, antidiabético, para problemas de fertilidad[3][32][33]
- Chuchuhuasi (Maytenus macrocarpa): para el reumatismo, fracturas y como afrodisíaco, antidiarreico, antidepresivo y tónico posparto[3][34][35][36]
- Ajo sacha (Mansoa alliacea): contra el reumatismo, la gastritis, la anemia causada por parásitos intestinales, depurativa, tónica y para déficit congnitivo[3][35][37][38]
- Bonbinzana o bubinsana (Calliandra angustifolia): anti-artrítica, anticancerígena, antiinflamatoria, antirreumática, anticonceptiva, depurativa, estimulante, tónica[3][39][40]
- Chiric Sanango (Brunfelsia grandiflora): antirreumática, antimalárica, antisifilítica, antipirética, antiálgica, antitumoral, contra la leishmaniasis tónica[3][41][42][43]
- Coca (Erythroxylum coca): para problemas gastrointestinles, contra el estrés y el mal de altura[3][44]
- Uchu Sanango (Tabernaemontana sananho): heridas, sistema digestivo, problemas respiratorios,[3][45] contra la leishmaniasis[46]
- Toé, floripondio o borrachero (Brugmansia sp): reducción (in vitro) del sídrome de abstinencia a la morfina,[47] antiinflamatorio, analgésico, antireumático, antiespasmódico, descongestionante[48]
- Tabaco (Nicotiana rustica): enfermedades respiratorias (en ingestión líquida), procognitivo, contra la el estreñimiento, antihelmíntico,[3][49]antimalárico, varios usos[50][51][52][10][20][53]
- Remocaspi (Aspidosperma excelsum): antimalárica, contra la bronquitis y la tos, afrodisíaca, antihipertensiva, antibacteriana, antioxidante, antiespasmódica, antitumoral[54][55][56][57]
- Dieta de palos (mezcla de 8 a 18 cortezas de árboles o más): tónico general[3]
- Abuta (Abuta): antioxidante, protector renal, inmunoestimulante, antiinflamatorio[58][59][60]
- Ayahuma (Couroupita guianensis): antiinflamatoria,[61] para afecciones de la piel[62]y heridas,[63] como antioxidante, antimicrobial y antibacterial,[64][65][66] antiespasmódica, antimalárica y antitumoral[67]
- Mururé (Brosimum acutifolium): antisifilítica,[68] antioxidante, antifúngica, antibacteriana, antiinflamatoria, neuroprotectiva, anticancerígena[69][70][71][72]
- Wayracaspi o Huayracaspi (Cedrelinga catenaeformis): antireumático, tónico, relajante muscular[73][74][75]
- Chullachaki caspi (Tovomita sp.) antimicrobiano[76][77]
- Piñón colorado (Jatropha gossypifolia L.): analgésico, antimicrobiano, contra la disfonía, heridas y abscesos, alopecia, analgésico, anticancerígeno, anticonvulsio, anticancerígeno, antidiabético, antidiarreico, antiséptico, antitombrótico, antiulcerogénico, antipirético,[78][79][80][81][82] contra la picadura de serpientes,[83] inmunoestumulante y antiviral[84]
- Piri-piri o papas de la suerte (Capsicum frutescens): antimalárico,[85] antimicrobiano,[86] gingivitis, furúnculos, hemorroides, alopécia, amebiasis, reumatismo[87]y lisiaduras,[15] entre muchos otros usos[88]
- Huayruro (Ormosia coccinea): antimalárico,[50] anticefaleico, antireumático, antitusivo[89]
- Punga roja (Pseudobombax munguba): antimicrobiano[66]
- Catahua (Hura crepitans): hepatoprotector,[90] contra la lepra,[91] antimicrobiano, para desórdenes gastrointestinales, antiinflamatorio[92]
- Mucura (Petiveria alliacea L.): antiálgico, depurativo,[93][94] antiinflamatorio y analgésico,[95] antimicrobiano[96]
- Lupuna (Ceiba pentandra): antidiabético,[97] antitumoral,[98] hepatoprotector,[99] antiapoptótico, antiinflamatorio y protector renal[100]

## Beneficios y efectos adversos
Estudios científicos reportan beneficios de las dietas de plantas maestras.
Cuando se sigue estrictamente las reglas establecidas para llevar a cabo la "dieta" y la postdieta, los efectos adversos son poco comunes. Los problemas surgen principalmente cuando se infringen estas normas, lo que se conoce como "cruzar la dieta" o "cruzadera", y las consecuencias pueden ser significativas. En tales situaciones, es necesario tomar medidas correctivas a nivel energético lo antes posible Los curanderos suelen utilizar la "soplada" y "icaros" para "descruzar" o "enderezar" el cuerpo físico y energético del dietador.En algunos casos, se utilizan plantas vomitivas, baños de plantas o se vuelve a administrar la planta ya dietada al dietador, utilizando opcionalmente la "soplada" y los "icaros" o "icareada" para eliminar y revertir los efectos de la transgresión y recuperar los beneficios obtenidos durante la dieta
La gravedad de los síntomas que se presenten dependerá de la planta ingerida y del grado de la transgresión, que en ocasiones puede ser involuntaria. Por lo general, los efectos adversos se manifiestan como una exacerbación de los síntomas que originalmente se buscaban corregir o como una agravación de rasgos personales no deseados.Estos efectos pueden incluir malestar físico, diarrea, vómitos, lipotimia, golpes de calor, cefalea, escalofríos, nerviosismo, somnolencia o insomnio, pesadillas, irritabilidad, agresividad, miedo o problemas dermatológicos, llegando incluso a casos más graves de afectación psicológica y neurológica.
Es importante destacar que incluso una pequeña cantidad de dulce ingerida puede interrumpir o debilitar el efecto de la planta en el "dietador". Del mismo modo, olores intensos, como los de los perfumes o sustancias químicas, así como las relaciones sexuales, pueden tener un impacto negativo mucho más pronunciado, causando síntomas como cefalea y mareos, o en casos más severos, confusión mental e ideación paranoide.
Los efectos que puedan surgir durante el período de ingesta de la planta, aunque puedan resultar desagradables, como mareo, vómito, diarrea, insomnio y dolores, son una parte intrínseca del proceso y su relevancia principal radica en su conexión con las emociones y sentimientos que se van manifestando.

## Ciencia occidental, etnomedicina amazónica y el problema del bias antropológico y científico
Los paradigmas científicos y académicos, bien sean desde la medicina, la antropología o las ciencias sociales, que han estudiado los contextos terapéuticos de la medicina ancestral amazónica y el efecto de los rituales, sesiones de ayahuasca, uso del tabaco medicinal o los procesos terapéuticos asociados a las dietas amazónicas o dietas de plantas maestras parten de concepciones antagónicas o de marcos teóricos muy alejados que dificultan una comprensión profunda y su integración de estos saberes ancestrales en la ciencia moderna occidental y su paradigma racionalista.Los investigadores occidentales pueden verse influenciados por sus fundamentos epistémicos y éticos, que también se expresan a través de una idea culturalmente compartida de terapia, y cómo esta influencia puede obstaculizar significativamente la comprensión de una realidad cultural diferente y sus recursos en términos de conocimiento y prácticas. Alberto Dubbini examinó una colección de casos de investigación en el campo de la terapia con plantas psicoactivas, contraponiendo los saberes ancestrales y tradicionales amazónicos con las perspectivas científicas occidentales.Dubbini observó los obstáculos que resultan de los conflictos éticos y epistémicos en la mente de los investigadores con formación científica occidental y su consiguiente dificultad para explorar las situaciones inducidas por sustancias psicoactivas o plantas maestras en un contexto de articulación e integración entre su conocimiento terapéutico y el de una antigua tradición espiritual y el manejo de plantas psicoactivas como el caso del vegetalismo mestizo amazónico. Tales obstáculos pueden ofrecer una oportunidad para aumentar la conciencia del sesgo cultural y las limitaciones de la mirada científica, y resaltar la importancia de los contextos terapéuticos e investigativos en los que la independencia declarada, la neutralidad y la eficacia del pensamiento humano alerta como valores éticos y epistémicos indiscutibles están en discusión. 

## El turismo occidental neochamánico y las dietas de plantas
La medicina tradicional amazónica ha vivido un auge desde los años 2000. Los saberes ancestrales de los pueblos indígenas y mestizos de la selva amazónica han atraído el interés de numerosos investigadores, turistas y curiosos occidentales especialmente fascinados con las propiedades psicoactivas y terapéuticas del ayahuasca.Pisac y el Valle Sagrado es un buen ejemplo de ello. En este contexto, la fascinación occidental por el ayahuasca ha conllevado una oleada de occidentales en búsqueda de experiencias espirituales o de sanación,con claras connotaciones mercantilistas.
En junio de 2008, el Instituto Nacional de Cultura de Perú resolvió lo siguiente:

"Que, se busca la protección del uso tradicional y del carácter sagrado del ritual de Ayahuasca, diferenciándolo de los usos occidentales descontextualizados, consumistas y con propósito comerciales"
JAVIER UGAZ VILLACORTA,  Encargado de la Dirección Nacional, 
Instituto Nacional de Cultura

Sin embargo, la apertura de varios centros de retiro en los que se ofrecen tratamientos chamánicos y dietas de plantas maestras, muchos de ellos asociados al fenómeno New Age está viviendo un gran auge.Pero no todo los centros cuentan con la capacidad, la experiencia ni las personas habilitadas para proveer un servicio de toma de plantas y dietas siguiendo las tradiciones y de acuerdo con las capacidades y conocimientos de medicina ancestral requeridos. Este boom ha producido un fenómeno acelerado de occidentalización de los maestros vegetalistas así como la aparición de pseudochamanes nativos o no nativos que ofrecen tratamientos y dietas de plantas maestros sin la preparación adecuada.Como resultado se observa una comercialización global de los saberes ancestrales junto a una relevante degradacióny pérdida de las tradiciones y conocimientos relacionados con las dietas, las cuales,  a menudo, pueden poner en peligro la salud física y mental de los participantes. Sin embargo, todavía existen centros como Takiwasi, un centro dedicado a rehabilitación de toxicómanos y a la revalorización de la medicina ancestral amazónica, reconocido por el Ministerio de Salud de Perú, donde se lleva a cabo una integración y articulación de los saberes ancestrales relacionadas con el ayahuasca junto con las dietas de plantas amazónicas y la psicoterapia occidental. El objetivo es estudiar y preservar las tradiciones y saberes medicinales de los curanderos nativos o mestizos amazónicos compatibilizándolo con la investigación científicahacia un enfoque multidisciplinar.